# Определение (граматика)
Вижте пояснителната страница за други значения на Определение.
Определението е второстепенна част на изречението, поясняваща която и да било част на изречението, представена от съществително име или друга субстантивирана част на речта. Определението се открива с въпросите какъв, чий. При синтактичен анализ на изречение се подчертава с една вълнообразна черта.
Определяемото може да бъде различна част на изречението:
- Подлог: Майският ден изпълваше душите с радост и надежда.
- Именна част на сказуемо: Господин Иванов е кметът на селото.
- Допълнение: Ученикът написа дълго домашно.
- Обстоятелствено пояснение: Котката се шмугна в моята стая.
- Съществително име в несъгласувано определение: Корицата на петата книга се беше зацапала.

## Съгласуване
Определението може да се съгласува или да не се съгласува с определяемото по род и число.
Пример: в словосъчетанията селски мегдан, селска мера, селско пасище, селски улици 
прилагателното име селски в четирите си форми е съгласувано определение, 
защото се изменя според рода и числото на поясненото съществително име; 
докато в словосъчетанията кметът на селото и историята на селото 
определението на селото не се мени, затова то е несъгласувано определение.
В много случаи несъгласуваното определение може да се преобразува в съгласувано. 
Например къща от камък може да се превърне в каменна къща.

### Съгласувано определение
Съгласувано определение може да бъде всяка част на речта, която се мени, за да се съгласува, 
тоест всяко прилагателно в широк смисъл. По-конкретно:
- Относително прилагателно име: птичи песни, мамината чанта, кучешки лай, ягодово сладко.
- Качествено прилагателно име: високо дърво, дълбока дупка, силни ръце, топъл поглед.
- Числително редно име: деветият месец, първата любов, второто дете.
- Две числителни бройни имена: един ден, една година, едно куче, едни хора; два часа, две реки, две очи.
- Притежателно местоимение в пълна форма: моето дете, моите деца, твоята работа, твоят съвет.
- Възвратно притежателно местоимение в пълна форма: свой дом, своя къща, свое мнение, свои хора.
- Показателно местоимение: този път, тази вяра, това съмнение, тези думи.
- Въпросително местоимение: чие дете, чии спомени, какъв трион, каква лопата.
- Относително местоимение: чийто внук, чиято дъщеря, чието скривалище, чиито наставления.
- Неопределително местоимение: някой ден, някоя тухла, някое място, някои круши.
- Отрицателно местоимение: ничий дом, ничия земя, ничие благоволение, ничии дела.
- Обобщително местоимение: всеки месец, всяка зима, всяко лято, всички нощи.
- Сегашно деятелно причастие: блестящ ум, блестяща сабя, блестящо образование, блестящи очи.
- Минало страдателно причастие: пробит стол, пробита стена, пробито корито, пробити тръби.
- Минало свършено деятелно причастие: пропаднал път, пропаднала работа, пропаднали мечти.

Миналото несвършено деятелно причастие се мени по род и число, но не може да бъде определение, а само сказуемо, тъй като притежава единствено глаголно, но не и именно значение. Пример: 
Експериментаторите не се притеснявали: дори опитът да пропаднел, пак щели да научат нещо. 
Обаче не може да се каже пропаднелият опит, а само пропадналият опит.
Съгласуваното определение почти винаги е предпоставено, но в поезията често се използва т.нар. инверсия (обръщане на словореда) с цел запазване на ритъма и римата или поставяне на логическо ударение. 
Пример: И ний през сълзи накипели (П. Яворов, „Заточеници“).

### Несъгласувано определение
Несъгласуваното определение може да бъде както предпоставено, така и задпоставено. 
Среща се в следните форми:
- Израз, въведен от предлог: човекът с шапката, заглавието на домашното, грижата за тях.
- Притежателно (вкл. възвратно притежателно) местоимение в кратка форма: книгата ми, ръцете си.
- Наречие: градът нощем, жената днес.
- Неизменяемо прилагателно име: серт тютюн, серт жена, серт магаре, серт думи.
- Съществително име, свързано чрез прилагане: шепа орехи, килограм грозде.

Последният вид несъгласувано определение се различава от приложението (чичо Петър, баба Илийца) по това, че не дава ново название на предмета или лицето (например орехите не са наречени шепа), а уточнява някакво негово качество (напр. обем, тегло и т.н.).

## Удвояване на определението
Понякога определението може да бъде удвоено, тоест едно и също качество на даден предмет или лице може да се изрази два пъти. Примери:
Дъската ѝ хлопа на моята каруца, господине (Елин Пелин).
Не им зная реда на тия американци (Алеко Константинов).
Това явление е различно от добавянето на приложение към съществително име от определението. Обикновеното (дословното) повтаряне на определението също не се смята за удвояване.